# Ocys tachysoides
Ocys tachysoides é uma espécie de insetos coleópteros pertencente à família Carabidae.
A autoridade científica da espécie é Antoine, tendo sido descrita no ano de 1933.
Trata-se de uma espécie presente no território português.